# Kratkoticalci
Kratkoticalci (Brachycera), podred kukaca iz reda dvokrilaca (diptera) koji se odlikuju kratkim ticalima koja se sastoje od svega tri članka, po čemu su i dobili ime. Najpoznatiji predstavnik je kućna muha.
Kratkoticalci su u šumarstvu važni prirodni regulator populacije štetnika i to u ulozi grabežljivaca i parazitoida, i ponekad su djelotvornije od osa najeznica.
Ovaj podred opisao je Schiner, 1862., ostali predstavnici su obadi (Tabanidae), štrkovi (Oestridae), grabežnice ili muhe grabljivice (Asilidae), bumbarice, plesalice, pršilice ili osolike muhe (Syrphidae), truležarke, rosnice, pčelouši, grbavice, ušare, šišmišarke, želučari, balegarke, muhe (Muscidae), zujare (Calliphoridae) i gusjeničarke (Tachinidae).

## Infraredovi
- Asilomorpha
- Muscomorpha
- Stratiomyomorpha
- Tabanomorpha
- Vermileonomorpha
- Xylophagomorpha

## Vanjske poveznice
|  | Zajednički poslužitelj ima još gradiva o temi Brachycera |
|  | Wikivrste imaju podatke o taksonu Brachycera             |